# Jaheim
Jaheim Hoagland conhecido também como Jaheim, é um cantor de R&B dos EUA. .